# Sorrento Calcio
Associazione Sportiva Dilettantistica Sorrento é um clube de futebol italiano da cidade de Sorrento, que disputa atualmente a Série D do Campeonato Italiano.
Disputou uma vez o Série B nacional, na temporada 1971–72, mas terminou em 19º lugar e foi rebaixado. Jogou ainda 17 edições da terceira divisão, 19 da quarta divisão e 10 da quinta divisão, além de ter participado 30 vezes dos campeonatos regionais.
Na temporada 2005–06 conseguiu o acesso da Série D para a Série C2 e imediatamente na temporada seguinte o acesso da Série C2 para a Série C1, sempre como campeão do grupo. Em 2015, após declarar falência, o clube foi desfiliado da Federação Italiana de Futebol e posteriormente refundado como Associazione Sportiva Dilettantistica Football Club Sorrento.
Manda seus jogos no Stadio Italia, com capacidade para 3.500 torcedores. Suas cores são o preto e o vermelho.

## Recordes
Antonino Fiorile é o jogador com mais partidas na história do clube: em 3 passagens (1961–62, 1963–1971 e 1972–1980), disputou 435 jogos oficiais.